# Poecilochroa albomaculata
Poecilochroa albomaculata är en spindelart som först beskrevs av Lucas 1846.  Poecilochroa albomaculata ingår i släktet Poecilochroa och familjen plattbuksspindlar. Inga underarter finns listade i Catalogue of Life.